# Sieun
Park Si-eun (em coreano: 박시은; nascida em 1 de agosto de 2001) mais conhecida como Sieun, é uma cantora e atriz sul-coreana. Depois de estrear como atriz infantil em 2014, ela estrelou várias séries de televisão e filmes, ganhando o prêmio de "Best Young Actress" no SBS Drama Awards 2018 por seu papel como a jovem Woo Seo-ri em Still 17. Ela era atriz e trainee na JYP Entertainment, mas deixou a empresa em 2019 após a extinção da JYP Actors. Depois de assinar com a High Up Entertainment em dezembro de 2019, ela estreou como membro do grupo feminino STAYC em novembro de 2020.

## Vida pessoal
Ela é filha de Park Nam-jung, um dos cantores mais populares da Coreia do Sul no final dos anos 1980.

## Filmografia

### Filme
| Ano  | Título         | Papel          | Ref.  |
| ---- | -------------- | -------------- | ----- |
| 2015 | Love Forecast  | Kang Joon-hee  | [ 4 ] |
| 2018 | Golden Slumber | Jeon Sun-young |       |

### Séries de televisão
| Ano  | Título                                | Papel                   | Ref.   |
| ---- | ------------------------------------- | ----------------------- | ------ |
| 2014 | Pluto Squad                           | Jin Sun-mi              |        |
| 2014 | Pride and Prejudice                   | Han Yeol-mu (jovem)     | [ 5 ]  |
| 2015 | Six Flying Dragons                    | Yeon-hee (jovem)        | [ 6 ]  |
| 2016 | Signal                                | Oh Eun-ji               | [ 7 ]  |
| 2016 | The Good Wife                         | Lee Seo-yeon            | [ 8 ]  |
| 2016 | Welcome to My Lab 2                   | Jenny                   | [ 9 ]  |
| 2016 | The Gentlemen of Wolgyesu Tailor Shop | Oh Young-eun (jovem)    | [ 10 ] |
| 2017 | Queen for Seven Days                  | Shin Chae-kyung (jovem) | [ 11 ] |
| 2017 | Criminal Minds                        |                         | [ 12 ] |
| 2017 | Rain or Shine                         | Ha Moon-soo (jovem)     | [ 13 ] |
| 2018 | Still 17                              | Woo Seo-ri (jovem)      | [ 14 ] |
| 2019 | The Crowned Clown                     | Choi Kye-hwan           | [ 15 ] |
| 2019 | Everything and Nothing                | An Seo-Yeon             | [ 16 ] |
| 2020 | Mystic Pop-up Bar                     | Wol-joo (jovem)         | [ 17 ] |

### Programa de televisão
| Ano  | Título                       | Papel            | Notas                         | Ref.   |
| ---- | ---------------------------- | ---------------- | ----------------------------- | ------ |
| 2012 | Star Junior Show Bungeoppang | Membro do elenco |                               | [ 18 ] |
| 2013 | The Unlimited Show           | Membro do elenco | Temporadas 4–5                | [ 19 ] |
| 2013 | Kids Are Life's Blessing     | Membro do elenco |                               | [ 20 ] |
| 2013 | Star Family Show             | Membro do elenco |                               | [ 21 ] |
| 2019 | King of Mask Singer          | Concorrente      | (Rei Máscara da 101ª Geração) | [ 22 ] |

### Como MC
| Ano  | Título                       | Papel       | Notas                           | Ref.   |
| ---- | ---------------------------- | ----------- | ------------------------------- | ------ |
| 2016 | Inkigayo                     | MC especial | com Jackson Wang e Lee Hong-bin | [ 23 ] |
| 2021 | Inkigayo                     | MC especial | com Sungchan e Jihoon           | [ 24 ] |
| 2022 | 11th Gaon Chart Music Awards | MC          | com Doyoung e Jaejae            | [ 25 ] |
| 2023 | Show! Music Core             | MC especial | com Jungwoo                     | [ 25 ] |